# گروسولبرسدورف
گروسولبرسدورف (به آلمانی: Großolbersdorf) یک شهر در آلمان است که در ارتسگبیرگسکرایس واقع شده‌است. گروسولبرسدورف ۳٬۱۴۹ نفر جمعیت دارد.